# Association sportive Maniema Union
Maillots
Actualités
L'Association sportive Maniema Union est un club de football congolais basé à Kindu, dans la province du Maniema. Il évolue au sein de la Linafoot, le plus haut niveau du football professionnel en RDC,,.
L'AS Maniema prend part à l'édition 2008 de la Coupe de la CAF (élimination au 1er tour).

## Histoire
Le club a été fondé en 2005 dans la localité de Maniema il gagne des titres régionaux, comme le titre de la Ligue Provinciale de Maniema en deux occasions et a gagné la Coupe du Congo deux fois,,.
Le 25 mai 2005 un Antonov An-28, appartenant à Victoria Air, qui transportait des membres de l'AS Maniema Union s'est écrasé sur une montagne près de Walungu, environ 30 minutes après le décollage. Les 22 passagers et 5 membres d'équipage sont morts dans le crash.
Au niveau international il a participé à deux tournois continentaux, le premier est la Coupe de la Confédération de la CAF 2008, où il a été éliminé au premier tour par Les Astres du Cameroun.
Sa dernière saison en Linafoot c'était en 2008-2009, lorsqu'il est sorti huitième à la fin de la saison, lors de la saison 2016-2017 vint la coupe du Congo où il bat en finale Saint Eloi Lupopo aux tirs au but 4-1 après un match nul 1-1 et revient en Linafoot pour la saison 2017-2018.

L'AS Maniema Union en 2006-2007 soulève son premier trophée national avec une génération de Joyça, Odja Mayele, le défenseur et capitaine John Birindwa Cirongozi, cette première coupe du Congo est remportée contre Lupopo. Deux autres Coupes du Congo suivront en 2017 et 2019.

### Historique des maillots
|  |  |  |  |  |  |  |  |

## Galerie

Ancien logotype.

## Palmarès
- Coupe du Congo (3)[10]
  - Vainqueur : 2007, 2017 et 2019
- LIFMA (3)
  - Vainqueur : 2006, 2008, 2012

### Participation en compétitions de la CAF
| Année   | Compétitions              | Niveau            | Club          | Domicile | Extérieur | Cumulés         |
| ------- | ------------------------- | ----------------- | ------------- | -------- | --------- | --------------- |
| 2008    | Coupe de la confédération | Tour préliminaire | Akonangui FC  | 3-0      | 0-0       | 3-0             |
| 2008    | Coupe de la confédération | 1                 | Les Astres FC | 0-0      | 0-2       | 0-2             |
| 2018    | Coupe de la confédération | Tour préliminaire | AS Mangasport | 1-1      | 1-0       | 2-1             |
| 2018    | Coupe de la confédération | 1                 | USM Alger     | 2-2      | 1-1       | 3-3 (e)         |
| 2018/19 | Coupe de la confédération | Tour préliminaire | AS Pélican    | 1-1      | 1-1       | 2-2 (1-4 t.a.b) |

## Personnalités du club

### Historique des Entraîneurs
- 2008  Guillaume Ilunga
- Piémont Kambere
- 2017  Anicet Kiazaima
- 2017-2018  John Birindwa Ciringozi[11], adj.  Pisco Vuanga
- 2018  Guy Lusadisu interim[12].
- 2019-2020  Guy Lusadisu[13]
- 2020-2022  Daouda Lupembe[14],[15]
- 2022-  Papy Kimoto[16]